# ブルーアイランド (イリノイ州)
ブルーアイランド（Blue Island）は、アメリカ合衆国イリノイ州のクック郡にある都市。人口は2万2558人（2020年）。シカゴの南に隣接している。

## 概要
古くからシカゴ・サウスランドの主要商業地として発展し、百貨店や映画館、バーなどが軒を連ねていたが、近年は郊外のショッピングモールに顧客を奪われ、以前の賑わいは失われている。工業地の占める割合が高く、金属リサイクル工場や自動車整備工場が多数立地している。住民はヒスパニックとアフリカ系アメリカ人が多い。
ブルーアイランドにはアメリカ中西部最大級の鉄道ジャンクションがある。このジャンクションはCSX、CPR、IHB、IAISなどの貨物鉄道の線路を相互に連絡している。運河とも直結しており、物流のハブになっている。ブルーアイランドを通る旅客線2本はメトラ所有の路線であり運行本数が比較的多い。市内には6つの駅がある。

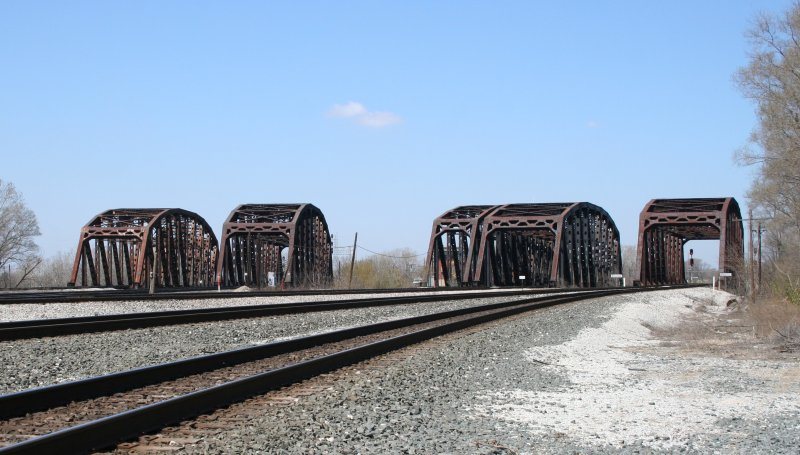
運河にかかる鉄橋